# Marinos Sizopulos
Marinos Sizopulos, gr. Μαρίνος Σιζόπουλος (ur. 17 lipca 1957 w Nikozji) – cypryjski polityk i lekarz, deputowany, w latach 2015–2025 lider Ruchu na rzecz Socjaldemokracji (EDEK).

## Życiorys
Ukończył studia medyczne na Uniwersytecie Arystotelesa w Salonikach. Doktoryzował się na Uniwersytecie im. Demokryta w Tracji. Podjął praktykę w zawodzie lekarza, specjalizując się w zakresie dermatologii i wenerologii.
Od końca lat 70. działacz Ruchu na rzecz Socjaldemokracji. W 1990 został sekretarzem partii w dystrykcie Limassol, od 1995 do 2000 był sekretarzem generalnym ugrupowania. Od 1999 powoływany na wiceprzewodniczącego partii. W latach 2003–2011 po raz pierwszy sprawował mandat posła do Izby Reprezentantów.
W marcu 2015 został wybrany na nowego przewodniczącego partii EDEK w miejsce Janakisa Omiru. W wewnątrzpartyjnych wyborach pokonał deputowanego Jorgosa Warnawę. W wyniku wyborów w 2016 powrócił do cypryjskiego parlamentu (reelekcja w 2021). Na czele swojego ugrupowania stał do czerwca 2025.